# 英国电影学院奖
英国电影学院奖（英語：British Academy Film Awards），又稱英国学院电影奖、英國影藝學院電影獎（英語：BAFTA Awards），是由英国电影和电视艺术学院颁发的一年一度的英国电影、电视艺术相關產業最高表彰，其地位、權威性與公信力相当于美国的奥斯卡奖，所以中文世界媒體有時會直稱英国奥斯卡奖（英語：British Oscar）。

## 历史
1947年4月16日，由大卫·利恩、亚历山大·柯尔达、卡罗尔·里德、查尔斯·劳顿、罗吉·曼菲尔等人联合创立了“英国电影和电视艺术学院”，原名英国电影学院。

## 类别
註：括弧中為第一屆頒獎年

### 電影
- 英國電影學院獎最佳電影獎（1948年）
- 英國電影學院獎最佳英國電影獎（1948年）
- 英國電影學院獎最佳外語片獎（1948年）
- 英國電影學院獎最佳紀錄片獎（1948年到1989年）
- 英國電影學院獎最佳動畫獎（2006年）
- 英國電影學院獎最佳短片獎（1980年）

### 个人奖
- 最佳男主角奖（1953年）
- 最佳女主角奖（1953年）
- 最佳男配角奖（1969年）
- 最佳女配角奖（1969年）
- 最佳導演奖（1969年）
- 英国电影和电视艺术学院奖最佳摄影奖（1969年）
- 英国电影电视艺术学院奖最佳音效奖（1969年）
- 英国电影和电视艺术学院奖最佳电影音乐奖（1969年）
- 英国电影和电视艺术学院奖最佳生产设计奖（1969年）
- 英国电影和电视艺术学院奖最佳服装设计奖（1969年）
- 英国电影和电视艺术学院奖最佳编辑奖（1978年）
- 英国电影和电视艺术学院奖最佳新人奖（1981年）
- 英国电影和电视艺术学院奖最佳视觉特效奖（1983年）
- 英国电影和电视艺术学院奖最佳化妆和发型奖（1983年）
- 最佳原创剧本奖（1984年）
- 英国电影电视艺术学院奖最佳改编剧本奖（1984年）
- 英国电影电视艺术学院奖最佳选角奖（2020年）
- 英国电影电视艺术学院奖最佳儿童与家庭电影奖（2025年）

### 已廢止
- 英國電影學院獎最佳新人獎（1952年至1984年）

## 地址

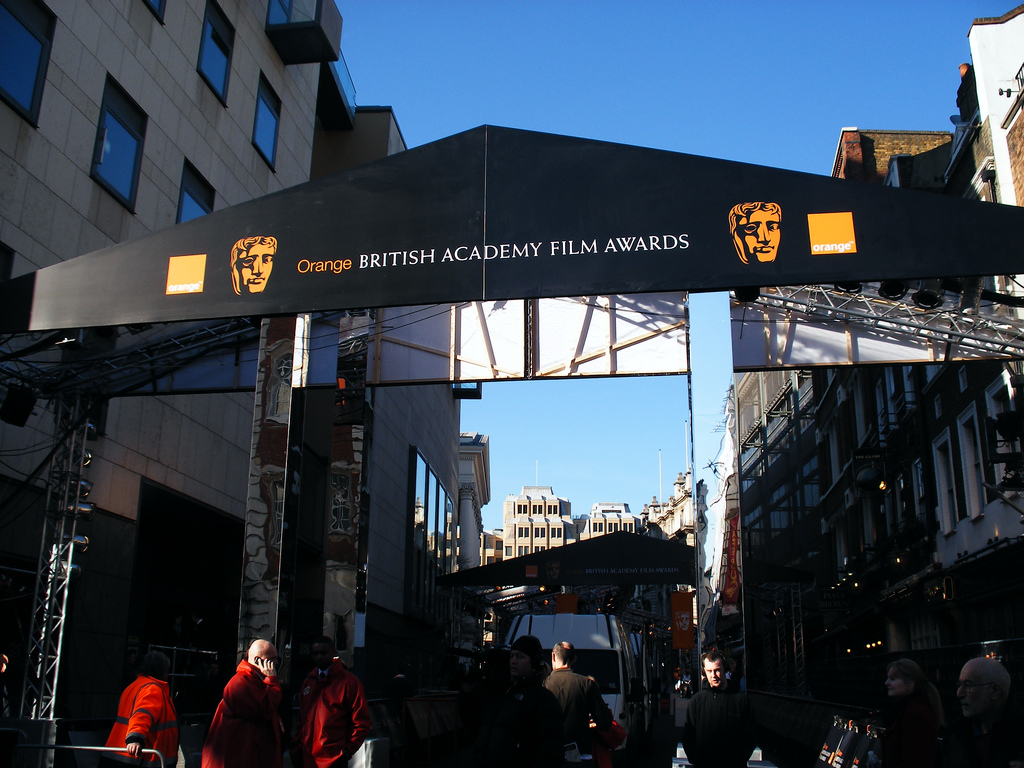
2008年英国电影学院奖颁奖地址。